# Tharra grandis
Tharra grandis är en insektsart som beskrevs av Nielson 1975. Tharra grandis ingår i släktet Tharra och familjen dvärgstritar. Inga underarter finns listade i Catalogue of Life.